# کاشتل (بایرن)
کاشتل (به آلمانی: Castell) یک شهر  در آلمان است که در کیتسینگن واقع شده‌است.